# Magnien
 Magnien  là một xã ở tỉnh Côte-d’Or trong vùng Bourgogne-Franche-Comté, phía đông nước Pháp. Khu vực này có độ cao từ 317-437 mét trên mực nước biển.